# Liebenberger See
Der Liebenberger See ist ein 51 Hektar umfassender See westlich von Kienbaum, einem Ortsteil der brandenburgischen Gemeinde Grünheide im Landkreis Oder-Spree.
Der See liegt im Südteil der glazialen Buckower Rinne (auch: Löcknitz-Stobber-Rinne) zwischen den Hochflächen Barnim und Lebuser Land. In dieser Rinne bildet er das nördlichste Glied einer vierteiligen Seenkette und entwässert die gesamte Kette über seinen Abfluss Mühlenfließ in die Löcknitz, einen Zufluss der Spree. 2004 charakterisierte der Steckbrief nach der EG-Wasserrahmenrichtlinie (EG-WRRL) den maximal acht Meter tiefen Liebenberger See als kalkreichen, ungeschichteten See mit relativ großem Einzugsgebiet und stufte seinen ökologischen und chemischen Gesamtzustand als gut (Stufe zwei von fünf) ein. An seinem südöstlichen Ufer befindet sich das Bundesleistungszentrum Kienbaum des Deutschen Olympischen Sportbundes (DOSB). Das am See gelegene namengebende und im Nachbarort Kienbaum aufgegangene Dorf Liebenberg hatte im Mittelalter durch seine Lage an einem Pass der Handelsstraße Berlin – Frankfurt/Oder eine vergleichsweise hohe Bedeutung.

## Lage und Geomorphologie
|  |

|  |

|  |

|  |

Das Gewässer liegt im Südteil einer glazialen Schmelzwasserrinne, die sich in den letzten beiden Phasen der Weichsel-Eiszeit zwischen dem von Toteis gefüllten Oderbruch und dem Berliner Urstromtal (heutiges Spreetal) herausgebildet hat und die Barnimplatte von der Lebuser Platte trennt. Diese rund 30 Kilometer lange und zwei bis sechs Kilometer breite Buckower Rinne (auch: Löcknitz-Stöbber-Rinne) entwässert vom Niedermoor- und Quellgebiet Rotes Luch über den Stöbber nach Nordosten zur Oder und über Stöbberbach/Löcknitz nach Südwesten zur Spree. Westlich des Löcknitzlaufs sind in der Schmelzwasserrinne zwei Seenketten von Nordost nach Südwest aufgereiht. Die südliche Kette aus Möllensee, Peetzsee und Werlsee entwässert nach Süden über die Neue Löcknitz in die Löcknitz. Die obere vierteilige Kette, bestehend aus Elsensee, Baberowsee und Bauernsee und dem Liebenberger See liegt im Unterlauf des Lichtenower Mühlenfließes. Annähernd gegenläufig zu den übrigen Fließrichtungen strömt das Wasser hier ostwärts und macht erst nach dem Verlassen des Liebenberger Sees einen kurzen Haken nach Süden in die Löcknitz – die wiederum nach Südwesten fließt.
Die Löcknitz entsteht in einem kleinen länglichen Tümpel beim Forsthaus Bienenwerder und strömt dann durch den Maxsee. Die rund 30 Kilometer lange Löcknitz strömt von Kienbaum bis zum Grünheider Ortsteil Fangschleuse frei mäandrierend und hat auf mehr als 20 Kilometern, insbesondere im Naturschutzgebiet Löcknitztal, natürliche Uferstrukturen behalten. Im Dämeritzsee mündet sie in die Spree, sodass sie über die Havel und Elbe in die Nordsee entwässert.

## Topographie und Hydrologie

### Morphometrische, ökologische und chemische Daten
Nach einer Bestandsaufnahme im Jahr 2017 gibt der Steckbrief nach der EG-Wasserrahmenrichtlinie (EG-WRRL) für den Liebenberger See (Wasserkörper-Nr. 8000158278479) eine Fläche von 51 ha und ein Einzugsgebiet von 97 km² an. Das Seevolumen beträgt 3 Millionen m³. Die maximale Tiefe liegt bei 8 Metern, die größte Länge des von Nordost nach Südwest gestreckten Gewässers bei 1684 und die größte Breite bei 400 Metern. Der ökologische wie auch der chemische Zustand werden auf einer fünfstufigen Skala jeweils mit 3 (= Umweltziel der WRRL wird knapp verfehlt (mäßiger Zustand)) angegeben, wobei der ökologische Zustand im Jahr 2009 noch mit 1 (= Umweltziel „sehr guter Zustand“ der WRRL wird erreicht) bewertet worden war. Auch die Qualitätskomponente Phytoplankton erhält eine 3. Für die beiden Qualitätskomponenten Makrophyten und Diatomeen werden keine Werte angegeben. Der LAWA-Trophieindex betrug 3,6 (polytroph). Das Gewässer wird als kalkreicher, ungeschichteter See mit relativ großem Einzugsgebiet (Verweilzeit > 30d) charakterisiert. (Hinweis zum Trophiesystem: Der Trophieindex nach LAWA (1999) fasst vier Trophie-Parameter (TP während der Frühjahrsvollzirkulation sowie die Vegetationsmittel von Chlorophyll a, Sichttiefe und TP) in einer Zahl zusammen. Dabei gehen die einzelnen Parameter in unterschiedlicher Gewichtung ein.)

### Seeabfluss

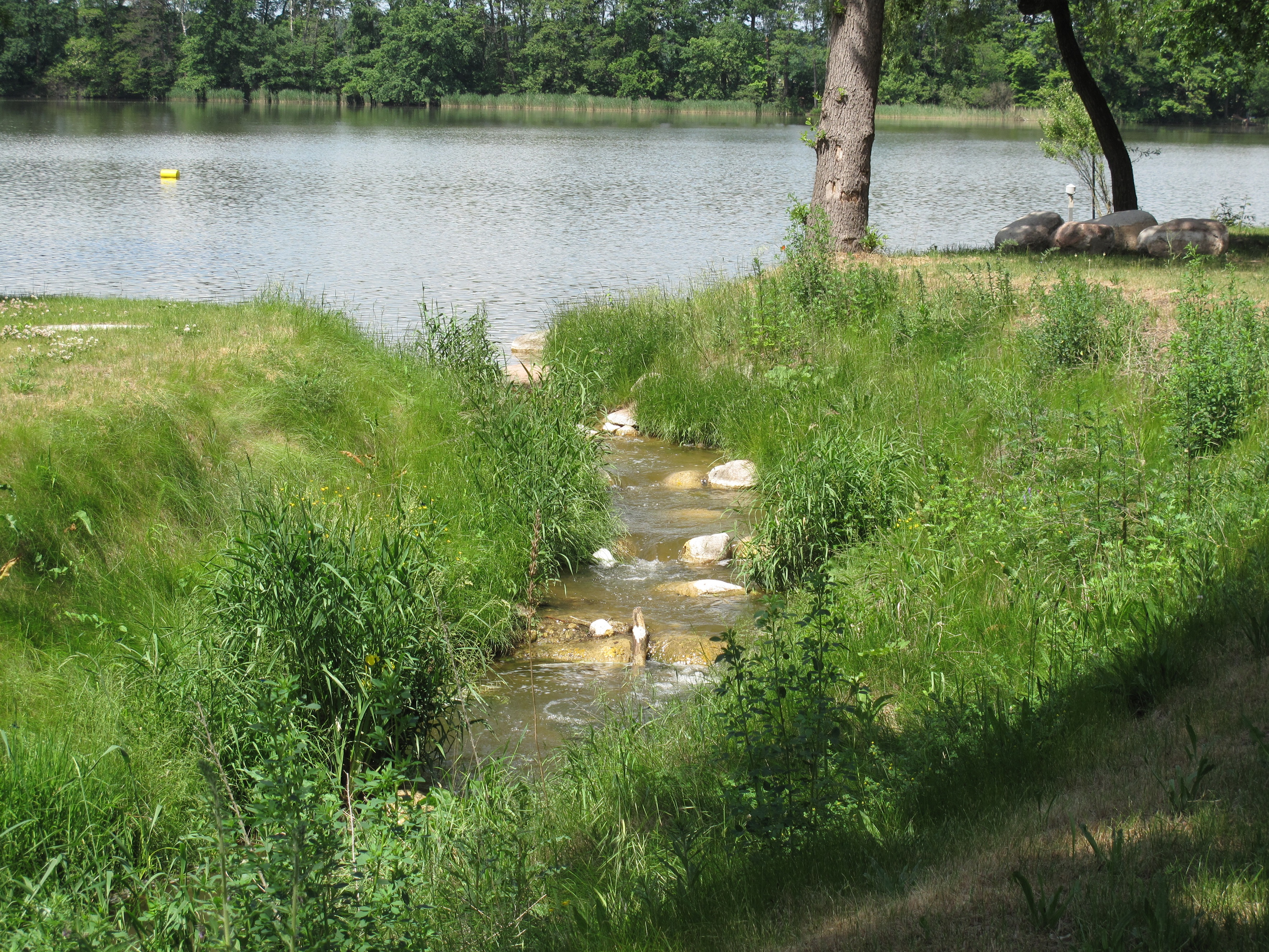
Fischpass von 2010 am Seeabfluss

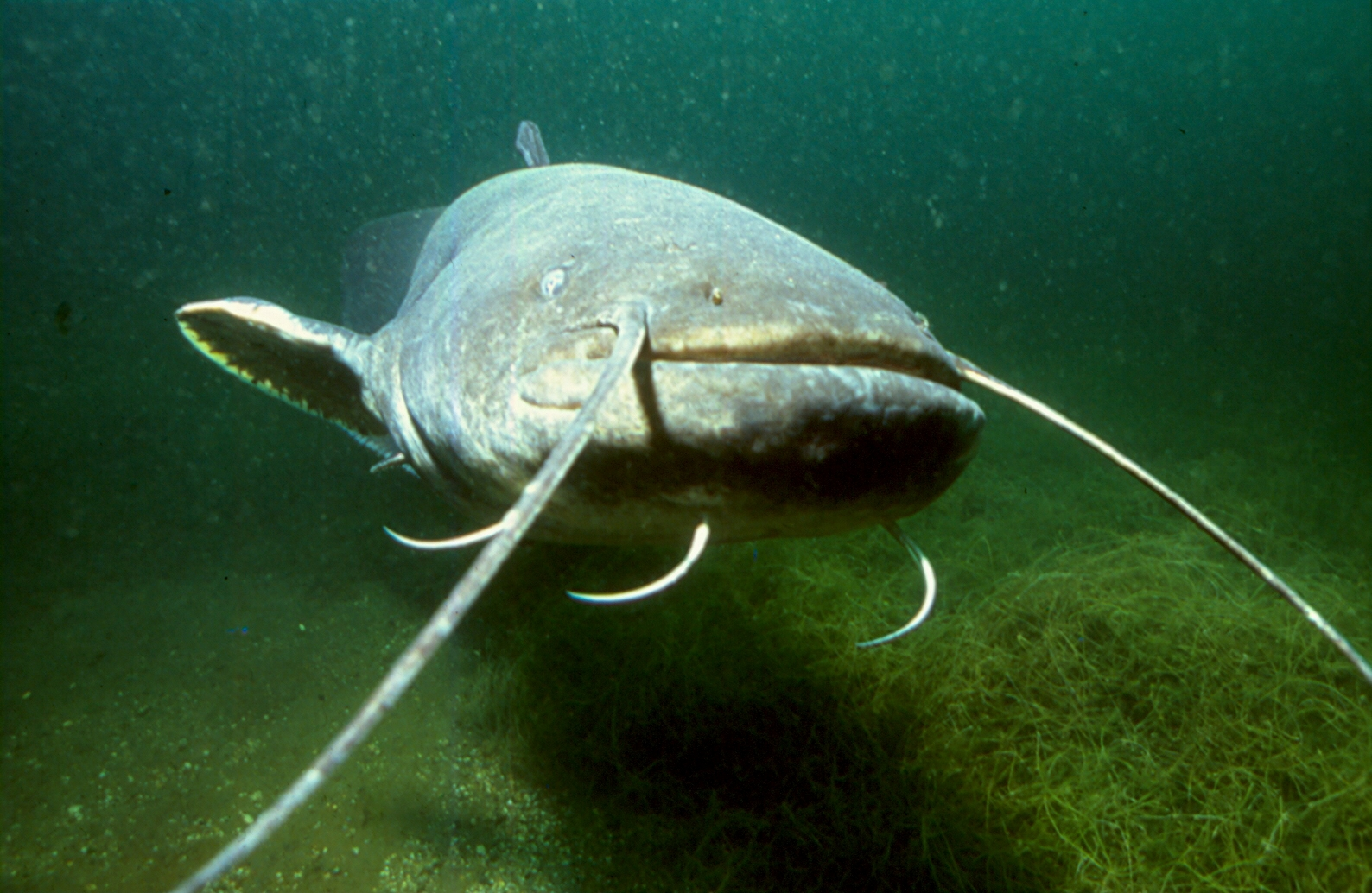
Europäischer Wels, laut Roter Liste in Brandenburg zurückgehende Vorkommen

Hydrologische Messungen zeigten, dass der Liebenberger See mit dem Stobberbach den größten Beitrag zum Abfluss der Löcknitz bei Kienbaum beiträgt. Im Jahresmittel 1979 bis 1994 ergaben sich folgende Beiträge der drei Löcknitz-„Quellen“:
- Mühlenfließ, Pegel Abfluss Liebenberger See: 0,17 m³/s (Siehe hierzu auch: Lichtenower Mühlenfließ)
- Stobberbach, Pegel Heidekrug: 0,17 m³/s (Heidekrug ist ein südwestlich der Stadt gelegener Teil von Müncheberg)
- Mühlenfließ, Abfluss des Maxsees, Pegel Neue Mühle: 0,15 m³/s.[8]

Der Liebenberger See und insbesondere der Maxsee tragen große Mengen Phytoplankton beziehungsweise planktonbürtiges Seston in die Löcknitz ein (Seston definiert als partikuläres organisches Material der Wassersäule). Allerdings ist das eingetragene Phytoplankton nach 1,8 Kilometer Fließstrecke bereits wirkungsvoll eliminiert. So nahm die Seston-Konzentration 1994 während der Wochen der dichten und vitalen Makrophytenbesiedlung um 89 % ab; in den Monaten vor dem Wachstum der Makrophyten beziehungsweise nach dem Niedergang der Makrophyten während der Hitzeperiode lag der Sestonrückhalt auf dieser Fließstrecke bei rund 50 %.

## Fischpass und Fische
In den 1990er-Jahren wurde am Abfluss des Liebenberger Sees eine Fischtreppe gebaut, um den Zugang zu der Seenkette für wandernde Fischarten wieder passierbar zu machen. Diese Treppe führte durch das Verwaltungsgebäude des Bundesleistungszentrums Kienbaum. Im Zuge des Neubaus des Gebäudes errichtete der Wasser- und Landschaftspflegeverband 2010 eine neue Fischtreppe, die am Gebäude vorbeiführt. Die neue Anlage verfügt teilweise über Sohlgleiten und je dreizehn Wasserbecken und Stufen, an denen die Fische je zehn Zentimeter überwinden. Während der Bauzeit sollen die Fische im Tosbecken gewissermaßen „Schlange gestanden“ haben, um in den See zu gelangen. Parallel zur Fischtreppe verläuft eine Hochwasserentlastungsanlage. Das Rohr mit einem Durchmesser von einem Meter war eine Forderung der Oberen Wasserbehörde. Steigt der Pegel im Liebenberger See, wird es zusätzlich geöffnet. Die Fischtreppe stellte die Untere Naturschutzbehörde als Bedingung für den Neubau des Gebäudes. Im See kommen die laut Roter Liste in Brandenburg zurückgehenden Aale, Zander und Welse vor. Im Jahr 2006 wurden am Fischaufstieg zum See zudem folgende Fischarten nachgewiesen: Plötze, Blei, Hasel, Schleie, Kaulbarsch, Ukelei, Hecht, Güster, Döbel und Giebel.
Fast die Hälfte des südöstlichen Uferbereichs nimmt das Bundesleistungszentrum ein. Die übrigen Uferbereiche bestimmen Wald-, Wiesen- und landwirtschaftliche Nutzflächen.

## Geschichte
Der See steht heute vollständig unter der Verwaltung der BVVG Bodenverwertungs- und -verwaltungs GmbH, ein Unternehmen der Bundesrepublik Deutschland für die Verwaltung, Verpachtung und den Verkauf von land- und forstwirtschaftlichen Flächen auf dem Gebiet der neuen Bundesländer. In der Deutschen Ostsiedlung prägte das am Nordostufer gelegene Liebenberg die Geschichte am See – laut Darstellung der Gemeinde Grünheide ist die alte Stadt Liebenberg […] jedoch im Dunkel der Geschichte versunken.

### Ersterwähnungen und Etymologie
Der See wurde, soweit bekannt, erstmals 1471 im Landbuch des Zisterzienser Klosters Zinna mit dem Eintrag auf dem Lyvenberchschen sehe schriftlich erwähnt. Liebenberg (zu dieser Zeit allerdings sehr wahrscheinlich bereits wüst) ist schon 1247 als Oppidum Levenberch im Regestenverzeichnis des Klosters Lehnin urkundlich vermerkt. In dem Eintrag bezeugt der Lehniner Abt Siger als Zeuge in Spandau, dass die gemeinsam regierenden Markgrafen Johann I. und Otto III. die Besitzungen um das Städtchen Liebenberg dem Kloster Zinna übertragen haben. In einer weiteren Urkunde aus dieser Zeit werden als Eigenthum Barnem (Barnim) des Klosters unter anderem Closterstorp, Levenberg und Revelde (Klosterdorf, Liebenberg, Rehfelde) vermerkt. Das Landbuch Karls IV. verzeichnet 1375 bereits den Namen Liebenberg. Ähnlich den vielen Namen mit dem Bestimmungswort -schön war die Namenswahl typisch für die Deutsche Ostsiedlung. Laut Reinhard E. Fischer sollte Dorf an einem lieben Berg etwas Schönes ausdrücken, um Siedler für die neuen Gebiete der 1157 gegründeten Mark Brandenburg zu gewinnen. Der See und die umliegenden Dörfer blieben bis zur Säkularisation in der Mitte des 16. Jahrhunderts im Besitz des Zinnaer Klosters.

### Liebenberg

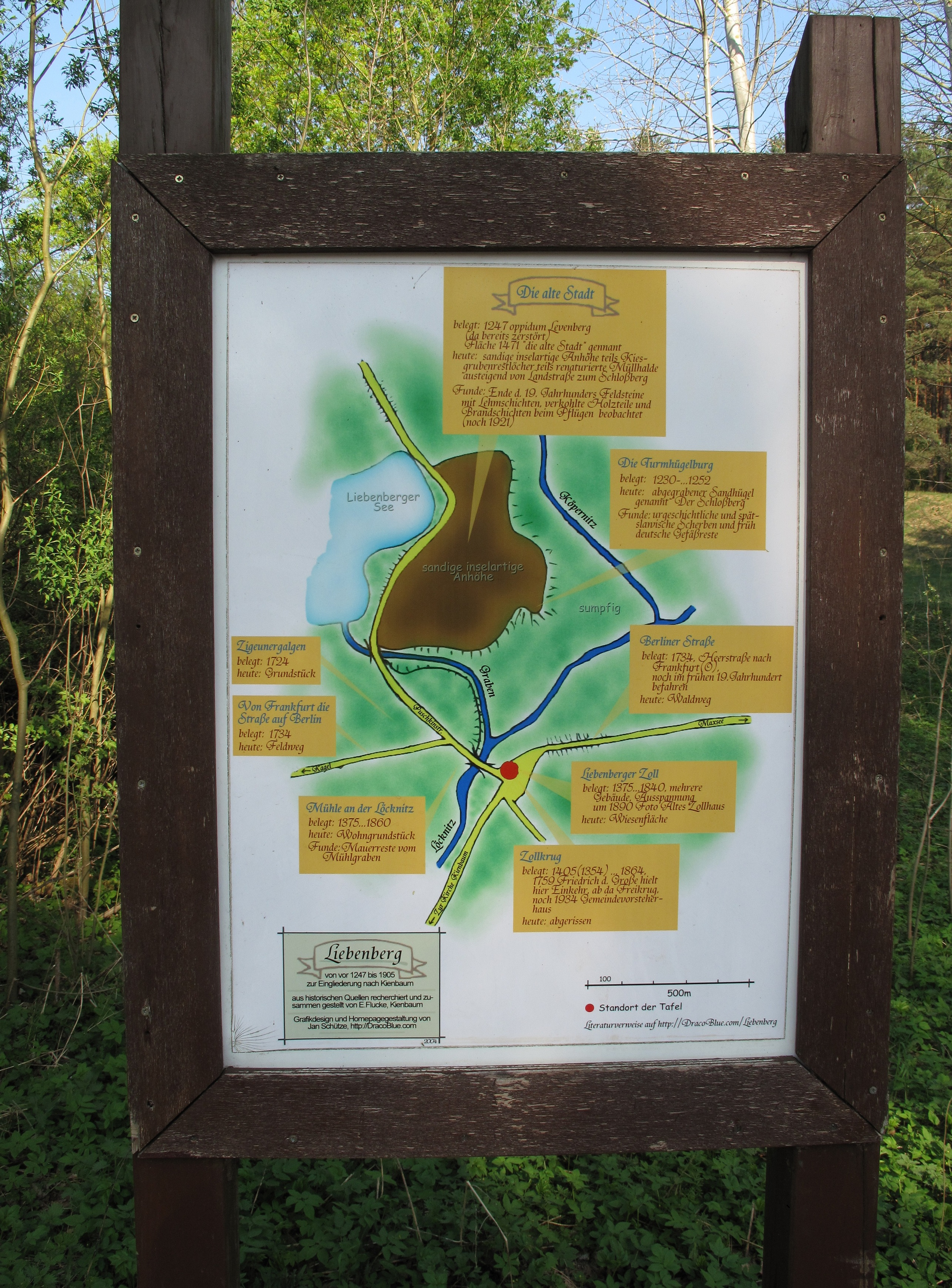
Informationsschild zu Liebenberg vor Ort. Der Stobberbach ist mit seinem alten Namen Köpernitz verzeichnet.

Die Zisterziensermönche trugen mit ihren großräumigen wasserwirtschaftlichen und wasserbaulichen Maßnahmen, die den Bau zahlreicher Wassermühlen an den Fließen und Seeabläufen einschlossen, erheblich zur Entwicklung der Region bei. Für ihre gleichfalls 1247 erwähnte Molendinum in Lyebenberg, die alte Mühle in Liebenberg, legten sie sehr wahrscheinlich den Abfluss des Sees, das Mühlenfließ, an. Im Landbuch Karls IV. ist 1375 eine weitere Mühle erwähnt, die an der Löcknitz lag. Auf dem heutigen Wohngrundstück wurden Mauerreste vom Mühlgraben gefunden.
Das Zentrum Liebenbergs befand sich auf einer sandigen inselartigen Anhöhe zwischen dem Nordostufer des Sees, dem Seeabfluss, dem Stobberbach und der Löcknitz (siehe nebenstehende Karte). Funde von Scherben und großen Urnen belegen, dass dieser Platz bereits spätestens zur slawischen Zeit besiedelt war. In der ersten Hälfte des 13. Jahrhunderts soll hier eine deutsche Turmhügelburg gestanden haben. Die Höhe am sogenannten Liebenberger Löcknitzpass nahm als Verbindung zum Roten Luch sehr wahrscheinlich eine wichtige strategische Funktion ein. In den folgenden Jahrhunderten behielt der Pass seine Bedeutung. Er befand sich im Grenzgebiet zwischen dem Einflussgebiet des Klosters Zinna und dem Bistum Lebus – der nordwestlich gelegene Maxsee mit dem Dorf Hoppegarten gehörte zur Stadt Müncheberg, die in Lebuser Besitz war. 1375 ist der Liebenberger Zoll belegt, noch um 1890 stand auf der heutigen Wiesenfläche das Zollhaus. Im 1405 erwähnten Zollkrug hielt 1759 Friedrich der Große Einkehr. Das nach dem kurfürstlichen Besuch zum Freikrug erhobene und inzwischen abgerissene Gebäude bestand noch 1934 als Gemeindevorsteherhaus. Noch bis 1800 gab es in Liebenberg einen Zollverwalter. Über den Löcknitzpass verlief die Handelsstraße von Berlin quer durch den Kageler „Seenpass“ (zwischen Baberow- und Bauernsee) über Lebus nach Frankfurt/Oder. Zudem lag an dieser ältesten Verkehrsverbindung zwischen Berlin und Frankfurt eine Poststation der Poststraße, die über Erkner, Hangelsberg und Fürstenwalde führte. Um 1694 passierte zweimal wöchentlich eine Postkutsche und einmal wöchentlich ein Postreiter die Station an dem heutigen Feldweg. 1471 wurde die Fläche des längst im zuvor unbedeutenderen Nachbarort Kienbaum aufgegangenen Liebenbergs noch als „Alte Stadt“ erwähnt. Der Sandhügel des sogenannten Liebenberger Schlossberges ist heute weitgehend abgegraben. Auf der sandigen Anhöhe befinden sich Restlöcher von Kiesgruben und eine zum Teil renaturierte Müllhalde. Die westlich der Löcknitzbrücke liegende kleine Siedlung aus Ein- und Zweifamilienhäusern ist auf einigen aktuellen Landkarten noch als Liebenberg verzeichnet und gehört als Wohnplatz zu Kienbaum.

### Kanalplanung 1877/79 und Bundesleistungszentrum

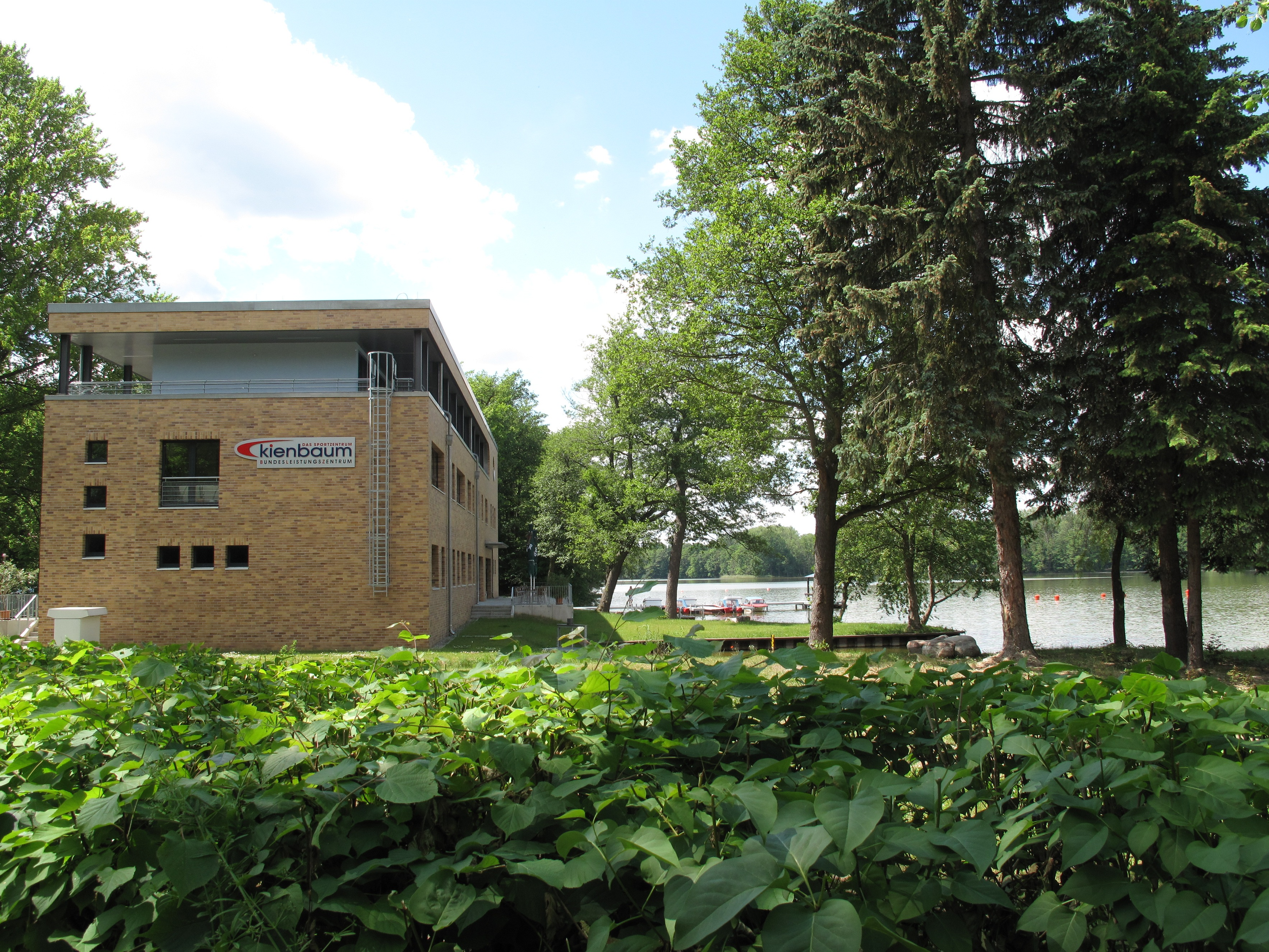
Verwaltungsgebäude des Bundesleistungszentrums Kienbaum im Jahr 2012

Zur Verbindung von Oder und Spree gab es 1877/79 umfangreiche Planungen als wasserwirtschaftliches und wasserbauliches Großvorhaben. In der sogenannten Müncheberger Variante sollte zur Trassenführung die Löcknitz-Stobber-Rinne – unter Einschluss des Liebenberger Sees – genutzt werden. Am Ausgang des Möllensees war ein Schiffshebewerk und in der nördlichen Ortslage Kagel eine hafenähnliche Anlage vorgesehen. Das Querprofil des Kanals sollte bei 2 m Wassertiefe, 14 m Sohlenbreite, 22 m Wasserspiegelbreite eine Böschungsneigung von 1:2 erhalten. Er war für Schiffe mit 270 t Tragfähigkeit bei einem Tiefgang von 1,5 m, einer Breite von 6 m und Länge von 45 m ausgelegt. Das Projekt wurde nicht realisiert, stattdessen wurde 1888 der Bau des heutigen Oder-Spree-Kanals beschlossen.
Das ausgedehnte Bundesleistungszentrum Kienbaum liegt am Südostufer auf dem Gelände der ehemaligen Liebenberger Mühle am Seeabfluss. Zu Beginn des 20. Jahrhunderts wurde hier eine Sägemühle gebaut, die allerdings nur für kurze Zeit in Betrieb war und deren Gebäude anschließend von den Dorfarmen bewohnt wurden. In beiden Weltkriegen dienten die Gebäude als Munitionsfabrik zur Herstellung von Granaten. Nach der Demontage der Maschinen 1945 standen die Gebäude bis 1948 leer. Im September 1949 wurde ein neugebautes Erholungsheim eröffnet, das vorrangig Künstlern, Wissenschaftlern und Staatsfunktionären der DDR zur Verfügung stand. 1955 wurde die Anlage zur Leistungssportschule des Deutschen Turn- und Sportbunds (DTSB). In den 1960er, 1970er und 1980er Jahren erfolgte eine umfassende Erweiterung der Anlage mit Unterkünften, Sporthallen, Sportplätzen und Versorgungseinrichtungen. Nach der Wiedervereinigung übernahm der Deutsche Olympische Sportbund (DOSB) die Anlage als Bundesleistungszentrum. In verschiedenen Bauschritten erfolgten seither diverse Sanierungen und Erweiterungen. Trainiert werden deutsche Topathleten für die Olympischen Spiele und die Paralympics unter anderem in Sportarten wie Leichtathletik, Turnen, Ballspiele, Judo, Boxen, Radfahren, Triathlon, Bogenschießen, Eisschnelllauf, Bobsport und Tischtennis. Der Liebenberger See wird unter anderem zum leistungsorientierten Segeln und Surfen genutzt und seit 2008 für den Kanusport.